# L'Égyptienne

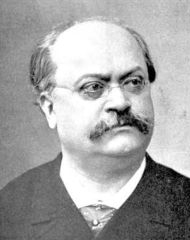
Charles Lecocq

L'égyptienne (Egyptiskan) är en opéra comique i tre akter och elva tablåer med musik av Charles Lecocq och libretto av Henri Chivot, Charles Nuitter och Alexandre Beaumont. 

## Historia
Operetten salufördes som en "opérette militaire". Den hade premiär den 8 november 1890 på Folies-Dramatiques i Paris. Tidskriften Revue d'art dramatique noterade att uppsättningen ägde rum på den nyöppnade Eden Théâtre, som hade byggt om till ett operahus. Kritikern i Courrier de l'art skrev att Lecocq inte längre producerade operetter med samma frekvens som förr och att han numera var mer selektiv i valet av ämne. Verket var ingen succé och spelades 22 gånger.

## Originalbesättning
- Cassegrain – M. Gobin
- Hector – M. Herault
- Aboul-Abbas – M. Guyon, fils
- Kacem – M. Montaubry
- Descharmettes – M. Maillard
- Delphine – Mdlle. Pierny
- Djemileh – Juliette Nesville
- Théréson – Madame Aciana
- Madame de Montalban – Madame Genat
- Myrza – Mddle. Vialda

Källa: Musiktidskriften The Era.

## Handling
Akt I
Kapten Hector, en elegant fransk infanteriofficer, och fröken Delphine, dotter till Madame de Montalban, stiger upp i en luftballong i Toulon år 1798. Repen brister och ballongen virvlar omkring bland molnen, där paret fördriver tiden med att sjunga duetter. Plötsligt landar ballongen i Medelhavet och paret räddas. Delphines moder måste lämna sin välsignelse till deras omedelbara bröllop. Men hon spelar sin nye svärson ett spratt: hon är änka efter en general och använder sitt inflytande hos arméhögkvarteret för att få honom utnämnd till general Klébers stab, varpå han omedelbart blir posterad i Egypten. Inom en timme efter bröllopet ger han sig av, lämnande sin brud i tårar.
Akt II
Efter att ha deltagit i den franska segern och erhållit majors rank, såras Hector under ett uppror i Kairo. En rik och vacker ung beundrarinna, Djemileh, sänder sin tjänare för att rädda honom och föra honom till sig. Där umgås de farligt intimt under hans tillfrisknande, medan deras uppassare, Cassegrain och Myrza, gör detsamma. 
Akt III
Aboul-Abbas och Kacem – Djemilehs elake farbror och hennes grymme fästman – gör slut på den dubbla tête-à-tête. Hector och Cassegrain blir bundna, men räddas tack vare Delphines ankomst, åtföljd av Cassegrains parant hustru. När Delphine om makens påstådda affär med egyptiskan blir hon rasande och hotar att lämna honom, men när hon inser hur oskyldig flirten var ångrar hon allt och allt slutar lyckligt med segern vid Abukir och fransmännens triumf.
Källa: The Era.